# نيكولاس باتريك
نيكولاس باتريك (بالإنجليزية: Nicholas Patrick) (و. 1964 – م) هو رائد فضاء من الولايات المتحدة الأمريكية . ولد في Saltburn-by-the-Sea .

## ريادة الفضاء
شارك في المهمات الفضائية:
- STS-116
- STS-130.

## التعليم
تعلم في Harrow School، وكلية الثالوث، كامبريدج